# China United Airlines
China United Airlines is een Chinese luchtvaartmaatschappij met sinds 2019 haar thuisbasis op Daxing International Airport. Daarvoor opereerde de maatschappij vanuit de luchthaven Peking Nanyuan.

## Geschiedenis
China United Airlines is opgericht in 1986 door de Chinese luchtmacht als een commerciële luchtvaartmaatschappij welke 22 provincies bediende. Tussen 1998 en 2002 werd uitsluitend gevlogen voor het Chinese leger en als VIP-vluchten voor Chinese regeringsambtenaren. Na een reorganisatie in 2005 en het aangaan van een joint venture met Shanghai Airlines en de China Import en Export Aviation Company zijn de geregelde passagiersvluchten hervat.

## Bestemmingen (selectie)
- Chengdu, Fuzhou Ganzhou, Harbin, Linyi, Peking, Sanya, Weifang, Wuxi, Shanghai, Hongkong.

## Vloot
De vloot van China United Airlines bestaat uit (juli 2016):
- 8 Boeing 737-700
- 41 Boeing 737-800